# Mompha obscurusella
Mompha obscurusella é uma espécie de mariposa do gênero Mompha pertencente à família Coleophoridae.